# Cerreto Sannita

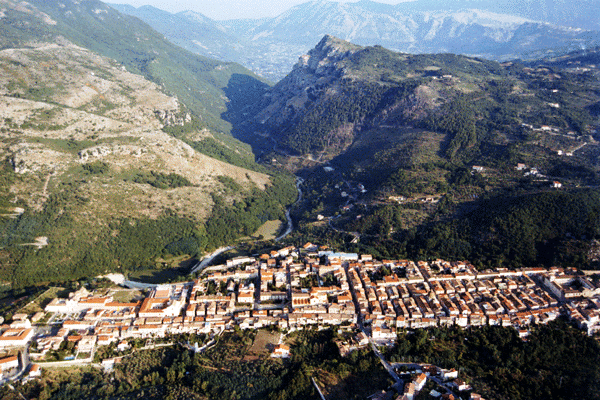
Cerreto Sannita

Cerreto Sannita ist eine italienische Gemeinde (comune) mit 3579 Einwohnern (Stand 31. Dezember 2023) in der Provinz Benevento, Region Kampanien. Sie ist Bestandteil der Comunità Montana Titerno e Alto Tammaro.

## Geographie

Lage von Morcone

Die Gemeinde liegt etwa 20 km nördlich der Provinzhauptstadt Benevento im Hügelland an der Ostseite des Monte Taburno. Die Nachbargemeinden sind Cusano Mutri, Guardia Sanframondi, Morcone, Pietraroja, Pontelandolfo, San Lorenzello und San Lupo. Die Ortsteile lauten Acquara, Cerquelle, Cesine di Sopra, Cesine di Sotto, Dodici Angeli, Madonna del Carmine, Madonna delle Grazie, Madonna della Libera, Montrino, Pezzalonga, Pontecolonna, Raone und Trocchia.

## Wirtschaft
Die Gemeinde lebt hauptsächlich von der Landwirtschaft.

## Infrastruktur

### Straße
- Staatsstraße Benevento-Termoli

### Bahn
- Bahnstrecke Benevento–Campobasso

### Flug
- Flughafen Neapel